# Atto di carità
L'Atto di carità (in latino, Actus caritatis) è una preghiera cristiana di tradizione cattolica.

## Testo
amo te super omnia et proximum meum propter te,

quia tu es summum, infinitum, et perfectissimum bonum, omni dilectione dignum.

In hac caritate vivere et mori statuo.

Amen.»
perché sei bene infinito e nostra eterna felicità;

e per amore tuo amo il prossimo come me stesso, e perdono le offese ricevute.

Signore, che io ti ami sempre più.»